# 苏维埃反对派集团
苏维埃反对派集团，又称反对派集团（俄语：блоке оппозиций）、托洛茨基集团，苏联媒体称之为“右派和托派集团”，是苏联反对派（包括托洛茨基派、季诺维也夫派和瑟尔佐夫-罗明纳兹集团）在1932年底创建的一个秘密的政治联盟，旨在对抗苏联的斯大林主义镇压。1933年，该联盟瓦解。
在莫斯科审判中，该联盟被指控实施了恐怖行动，但这其实是对反对派的捏造指控。